# Pratt & Whitney J58
Pratt & Whitney J58 (tovarniška oznaka JT11D-20) je bil enogredni turboreaktivni motor z dodatnim zgorevanjem, ki se je uporabljal za pogon Mach 3 izvidniških letal Lockheed A-12 in Lockheed SR-71 Blackbird.
Posebnost motorja J58 je v tem, da je v bistvu turboreaktivna potisna cev (turboramjet): pri vzletu in manjših hitrostih deluje kot turboreaktivni motor, pri večjih nadzvočnih hitrostih pa večinoma potiska (80%) zagotavlja potisna cev.
Zaradi ekstremnih pogojev delovanja so morali razviti novo gorivo imenovano JP-7. Ker je to gorivo manj vnetljivo so morali za zagon motorja ali pa vžig dodatnega zgorevalnika uporabiti trietilboran (TEB). Pri letu s hitrostjo Mach 3,2 na višini 24 kilometrov je sta oba motorja skupaj porabljala 45 ton goriva na uro, vsak motor je uporabil okrog 8 litrov na sekundo. Zagon motorja so izvedli z vozičkom AG330, ki je imel moč 600 KM. 

## Uporaba
- Lockheed A-12
- Lockheed M-21
- Lockheed SR-71 Blackbird
- Lockheed YF-12

## Specifikacije (JT11D-20)
- Tip: enogredni turboreaktivni motor z dodatnim zgorevanjem
- Dolžina: 17 ft 10 in (5,44 m) (pri največji temperaturi je bil 15 cm daljši)
- Premer: 4 ft 9 in (1,45 m)
- Teža: okrog 2700 kg

- Kompresor: 9-stopenjski aksialni
- Zgorevalna komora: cevasto-obročasto (8 cevi)
- Turbina: 2-stopenjska aksialna
- Gorivo: JP-7 (načrtovano), lahko tudi JP-4 ali JP-5 v nujnih primerih

- Največji potisk: 34000 funtov (150 kN) z dodatnim zgorevanjem, 25000 funtov (110 kN) brez dodatnega zgorevanja
- Tlačno razmerje: 7,5 pri vzletu
- Razmerje potisk/teža: okrog 6
- Masni pretok zraka: 136 kg/s pri vzletu